# Blue Hole

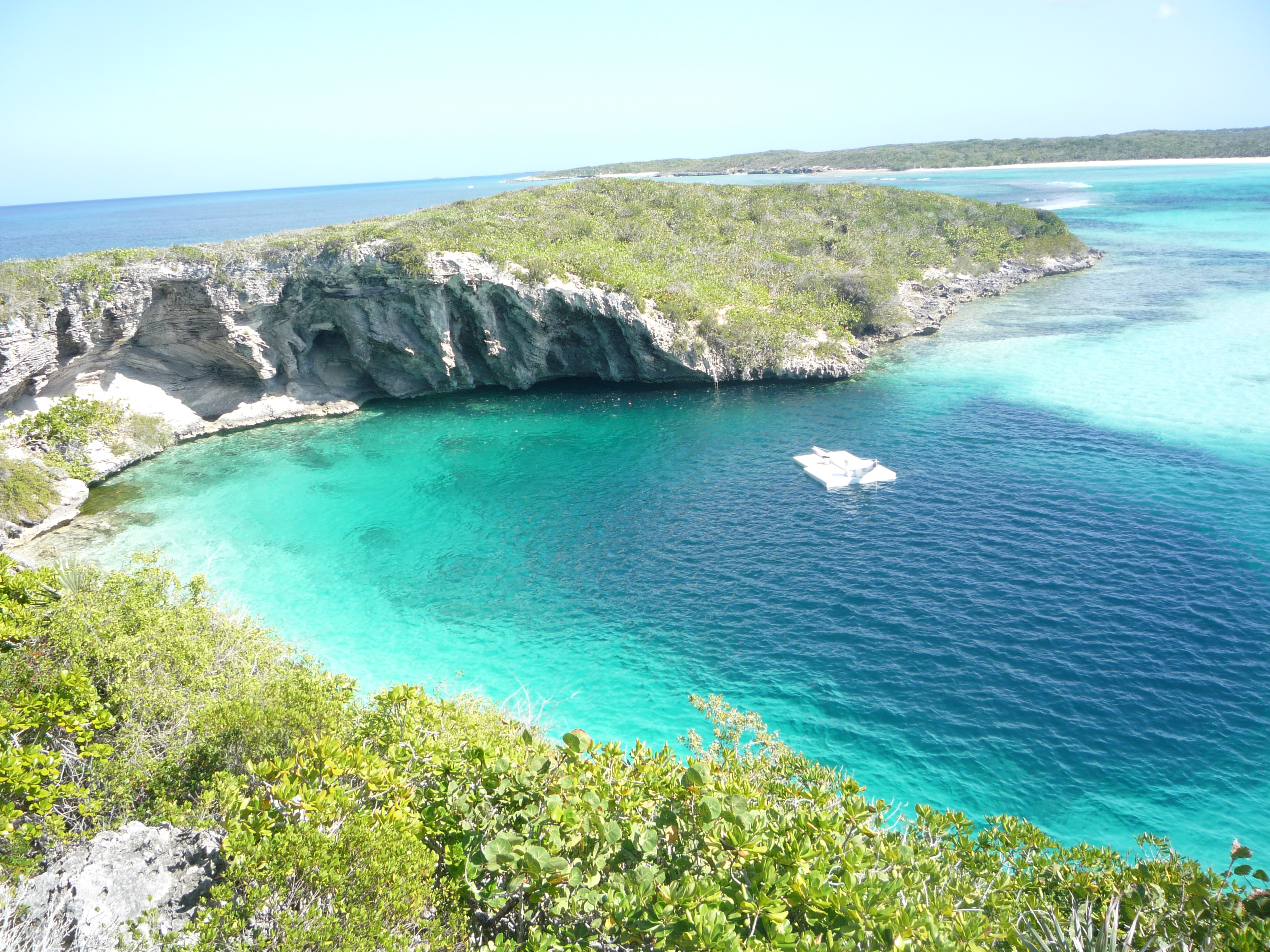
Dean’s Blue Hole, 2011

Ozeanografisch bezeichnet Blue Hole (englisch für ‚Blaues Loch‘) eine Öffnung (Loch, Doline) im Dach eines Küstensaumriffes.

## Öffnungen in Küstensaumriffen
Zu den bekannten Blue Holes zählen:
- das Blue Hole bei Dahab (Sinai) in Ägypten, ein beliebter Tauchplatz im Roten Meer
- das Great Blue Hole vor der Küste Belizes im Karibischen Meer[2]
- Ghar iż-Żerqa, das Blue Hole bei San Lawrenz auf Gozo (Malta)
- Dean’s Blue Hole vor Long Island, Bahamas mit 202 m
- das  Yongle (Drachenloch) bei den Paracel-Inseln im Südchinesischen Meer, nach einem Bericht des chinesischen Staatsfernsehens im Juli 2016 entdeckt, Messungen zufolge mit etwas über 300 m Tiefe das zweittiefste Blue Hole, das derzeit bekannt ist[3]
- das Taam ja’ („tiefes Wasser“, über 420 Meter tief) in der Bucht von Chetumal vor der Küste von Mexiko. Vorherige Messungen gingen von 274 m aus, neuere Messungen konnten aufgrund technischer Beschränkungen nur 420 m erreichen, gehen aber davon aus, dass das Loch noch tiefer ist.[4]